# Szliry

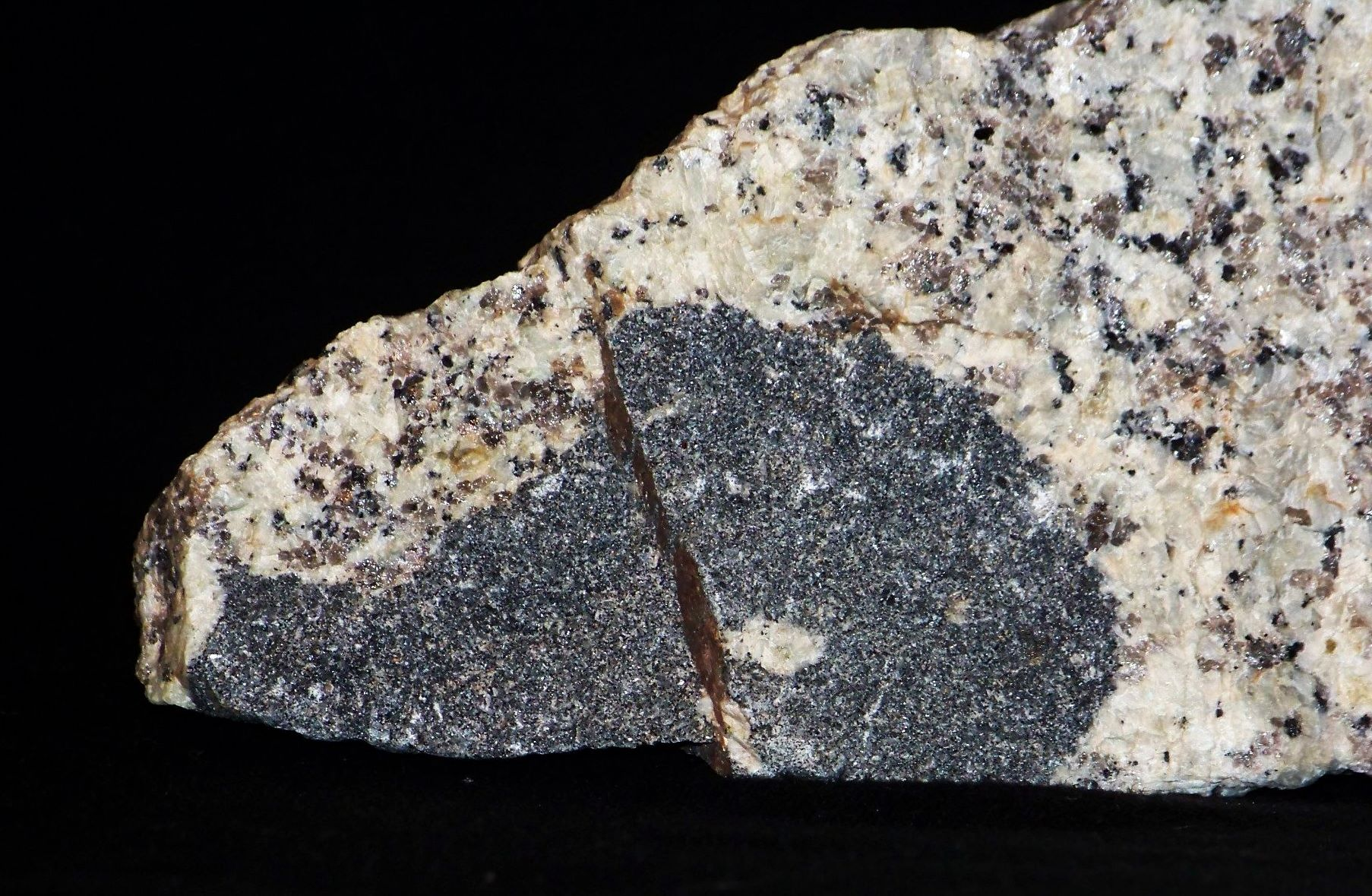
Ksenolit maficzny

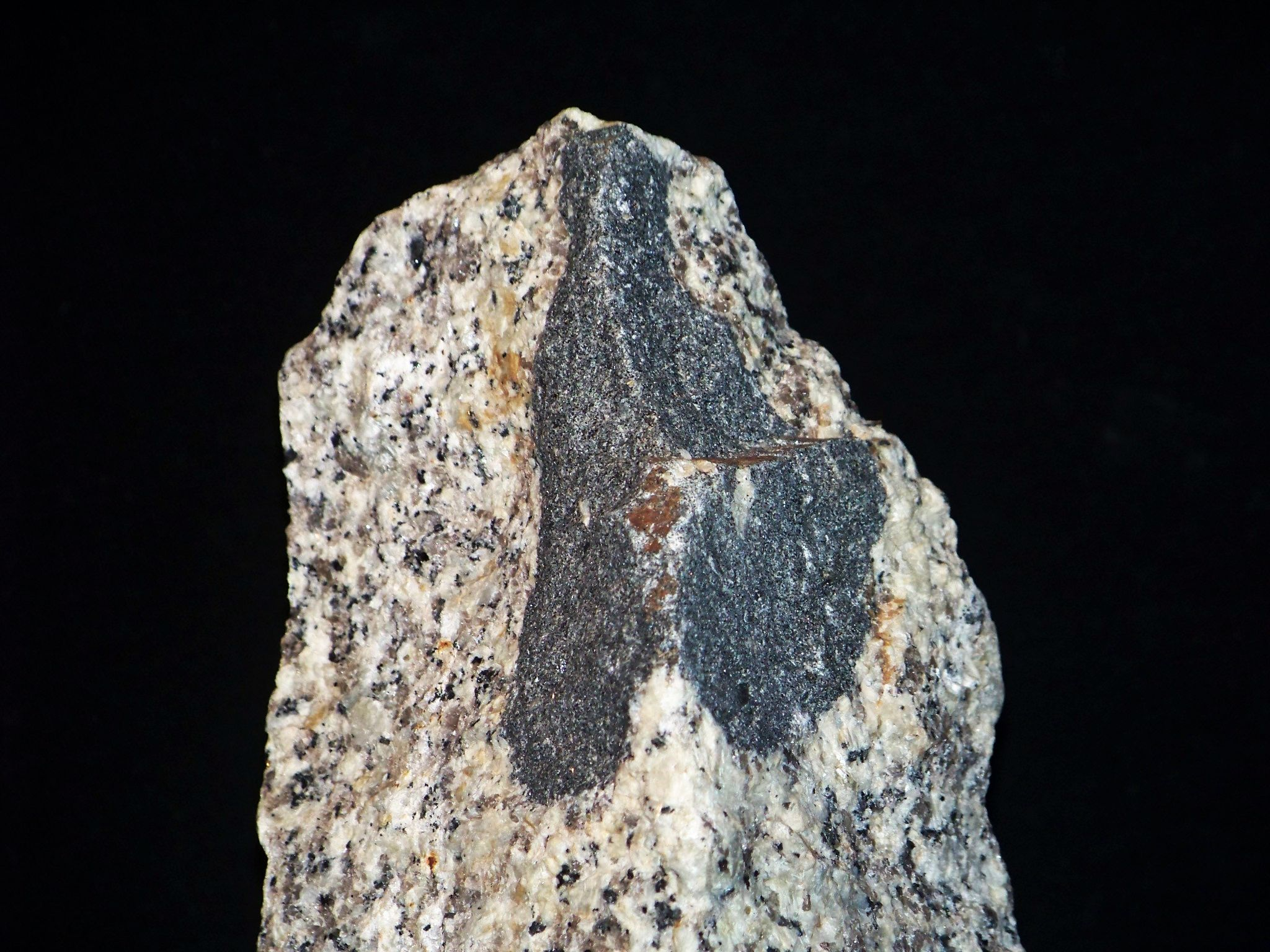
Szliry

Szliry – smugi o nieostrych granicach w skałach magmowych różniące się od otaczającej skały barwą – ciemniejszą albo jaśniejszą (zwiększona proporcja minerałów maficznych albo jasnych) – oraz zazwyczaj teksturą. Różnica ta jest spowodowana odmiennym składem mineralnym oraz pochodzeniem, gdyż szliry swoje powstanie zawdzięczają przeobrażeniu i częściowemu roztopieniu ksenolitów albo autolitów. Często szliry mają wydłużone kształty z powodu ruchu magmy i są wykorzystywane do określania kierunku jej przemieszczania (jako wskaźnik struktur fluidalnych).